# Стемфорд (Техас)
Стемфорд (англ. Stamford) — місто (англ. city) в США, в округах Джонс і Гаскелл штату Техас. Населення — 2907 осіб (2020).

## Географія
Стемфорд розташований за координатами 33°3′0″ пн. ш. 99°35′32″ зх. д. / 33.05000° пн. ш. 99.59222° зх. д. (33.049931, -99.592217).  За даними Бюро перепису населення США в 2010 році місто мало площу 33,46 км², з яких 15,44 км² — суходіл та 18,02 км² — водойми.

### Клімат
| Клімат : Стемфорд                                 | Клімат : Стемфорд | Клімат : Стемфорд | Клімат : Стемфорд | Клімат : Стемфорд | Клімат : Стемфорд | Клімат : Стемфорд | Клімат : Стемфорд | Клімат : Стемфорд | Клімат : Стемфорд | Клімат : Стемфорд | Клімат : Стемфорд | Клімат : Стемфорд | Клімат : Стемфорд |
| Показник                                          | Січ.              | Лют.              | Бер.              | Квіт.             | Трав.             | Черв.             | Лип.              | Серп.             | Вер.              | Жовт.             | Лист.             | Груд.             | Рік               |
| Абсолютний максимум, °C                           | 30,6              | 35,6              | 36,1              | 41,1              | 45,0              | 47,8              | 45,0              | 42,8              | 42,8              | 39,4              | 33,3              | 29,4              | 47,8              |
| Середній максимум, °C                             | 13,2              | 15,3              | 20,2              | 25,6              | 29,8              | 33,8              | 36,1              | 35,8              | 31,4              | 25,5              | 18,9              | 13,3              | 25,0              |
| Середній мінімум, °C                              | −1,2              | 0,7               | 4,8               | 9,7               | 15,2              | 19,8              | 21,9              | 21,5              | 17,4              | 11,2              | 4,8               | −0,4              | 10,5              |
| Абсолютний мінімум, °C                            | −18,3             | −21,7             | −12,2             | −4,4              | 1,1               | 10,0              | 10,0              | 11,1              | 3,3               | −5                | −12,2             | −18,9             | −21,7             |
| Норма опадів, мм                                  | 23                | 36                | 33                | 56                | 91                | 79                | 48                | 56                | 74                | 64                | 36                | 33                | 629               |
| Днів з опадами                                    | 4,0               | 4,6               | 4,8               | 4,7               | 6,8               | 6,4               | 4,1               | 4,8               | 4,5               | 5,6               | 3,6               | 4,0               | 57,9              |
| Днів зі снігом                                    | 0,8               | 0,7               | 0,3               | 0                 | 0                 | 0                 | 0                 | 0                 | 0                 | 0                 | 0,3               | 0,6               | 2,7               |
| ------------------------------------------------- | ----------------- | ----------------- | ----------------- | ----------------- | ----------------- | ----------------- | ----------------- | ----------------- | ----------------- | ----------------- | ----------------- | ----------------- | ----------------- |
| Джерело: NOAA (extremes 1911–present) Weatherbase |                   |                   |                   |                   |                   |                   |                   |                   |                   |                   |                   |                   |                   |

## Демографія
Згідно з переписом 2010 року, у місті мешкали 3124 особи в 1254 домогосподарствах у складі 802 родин. Густота населення становила 93 особи/км².  Було 1638 помешкань (49/км²).
Расовий склад населення:
| - 77,1 % — білих - 8,5 % — чорних або афроамериканців - 0,8 % — корінних американців - 0,3 % — азіатів - 10,1 % — осіб інших рас |

До двох чи більше рас належало 3,0 %. Частка іспаномовних становила 32,4 % від усіх жителів.
За віковим діапазоном населення розподілялося таким чином: 24,3 % — особи молодші 18 років, 54,6 % — особи у віці 18—64 років, 21,1 % — особи у віці 65 років та старші. Медіана віку мешканця становила 44,5 року. На 100 осіб жіночої статі у місті припадало 91,7 чоловіків;  на 100 жінок у віці від 18 років та старших — 87,3 чоловіків також старших 18 років.
Середній дохід на одне домашнє господарство  становив 46 380 доларів США (медіана — 37 685), а середній дохід на одну сім'ю — 52 387 доларів (медіана — 36 827). За межею бідності перебувало 25,2 % осіб, у тому числі 38,3 % дітей у віці до 18 років та 6,2 % осіб у віці 65 років та старших.
Цивільне працевлаштоване населення становило 1184 особи. Основні галузі зайнятості: освіта, охорона здоров'я та соціальна допомога — 34,2 %, сільське господарство, лісництво, риболовля — 12,2 %, роздрібна торгівля — 10,7 %.